# Skate to Hell
Skate to Hell – pierwszy minialbum szwedzkiej grupy Satanic Surfers. Wokalistą na tym krążku jest Eric – współzałożyciel grupy. Płyta została wydana przez zespół metodą DIY a następnie przez Bad Taste Records.

## Lista utworów
1. "Egocentric"
2. "Don't Know What to Do"
3. "Nun"
4. "Why?"
5. "Kill My Girlfriend's Dad"